# Thu nhập đạt mục tiêu đề ra
Thu nhập "đúng tiến độ" hoặc "đạt mục tiêu" (OTE) là một thuật ngữ thường thấy trong các quảng cáo việc làm, đặc biệt là cho nhân viên bán hàng. Cơ cấu trả lương điển hình có thể bao gồm lương cơ bản với số tiền hoa hồng bổ sung. Gói này thường bao gồm hợp đồng giữa công ty và nhân viên bán hàng đảm bảo tỷ lệ hoa hồng cụ thể, thanh toán một lần cố định hoặc kết hợp cả hai, miễn là nhân viên bán hàng đạt được mục tiêu bán hàng cụ thể. Trong khi tất cả các kế hoạch hoa hồng là duy nhất, thường vượt quá các mục tiêu bán hàng dẫn đến tỷ lệ hoa hồng cao hơn trên doanh thu vượt quá mục tiêu cho một khoảng thời gian cụ thể.
Ngoài ra, về thu nhập mục tiêu có thể đề cập đến lịch biểu trả thù lao cho cấp điều hành khi đạt được các mục tiêu được chỉ định.
Cũng là định nghĩa cho các mục tiêu và mục tiêu đạt được trong năm.